# Сухопутные войска Швейцарии
Сухопутные войска Швейцарии (нем. Heer, фр. Forces terrestres, итал. Forze terrestri) — наземный компонент (сухопутные войска) Вооружённых сил Швейцарии. 
Командующий СВ Швейцарии дивизионный генерал Рене Веллингер (нем. René Wellinger).

## История
Точкой отсчёта современных сухопутных войск (армия) Швейцарии следует считать 1798 год.
Cухопутные войска (армия) Швейцарии тардиционно были организованы по милиционному принципу.
В 1819 году было организовано военное училище в Туне. По реформе 1850 года сухопутные войска (армию) увеличили до 100 000 человек.
Реформа 1874 года установила всеобщий призыв и повысила численность сухопутных войск (армии) до 215 000 человек. Швейцарская милиционная армия вместе с призывом получила структуру прусского образца с тремя категориями швейцарских граждан в:
- действующей армии (аусцуг) — солдаты, с 20 до 32 лет;
- обороне земли (ландвер) — солдаты, с 33 до 42 лет;
- колоннах обороны (ландштурм) — солдаты, с 43 до 50 лет. Сухопутные войска (армия) составляла управление, 8 дивизий, 16 бригад и 32 полка.

На начало XX столетия в обороне государства, на основании федеральной конституции и законов от 1874, 1876, 1887, 1897 и 1901 годов, всякий швейцарский гражданин считался:
- с 20 до 32 лет в составе действующей армии (auszug);
- а с 33 до 44 лет — в составе обороне земли (ландвера)[4].

Для защиты укреплений у Сен-Готарда и Санкт-Морица имелись особые отряды из крепостной артиллерии (две батареи), два батальонов аусцуга и четыре батальонов ландвера.
В 1961 сухопутные войска (армия) составляла 880 000 человек (12 % населения государства).
В 1995 году проведена военная реформа в результате которой верхнюю планку призыва уменьшили до 42 лет, то есть отменив ландштурм вообще. Ликвидировался также аусцуг. Реформа оставила лишь ландвер, который определялся возрастным цензом от 32 до 42 лет. При мобилизации ландвер становился резервом второй линии. Численность сухопутных войск (армии) уменьшилась до 400 000 человек. Следующее сокращение произошло в 2003 году в соответствии с реформой «Армия XXI», в результате общая численность вооружённых сил сократилась до 220 000 человек. К 2016 году СВ стали составлять всего лишь 100 000 человек.

## Комплектование

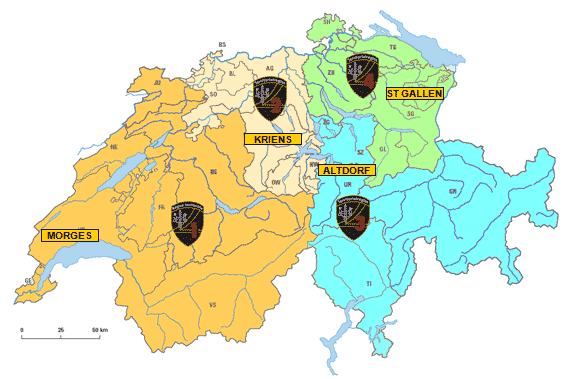
Территориальные регионы Швейцарии в 2016 году.

На 2018 год 95 % личного состава сухопутных войск (армии) формируется призывниками, профессиональные военные составляют около 5 % личного состава. Военнообязанный возраст составляет от 18 до 21 года. Годными к службе считаются граждане с 18 до 33 лет. Женщины имеют право служить с 2007 года в кадрах и на контракте. Их доля всего 0,6 %. Ежегодный призыв даёт 40 000 —50 000 мужчин. Базовое обучение рядовых называется «рекрутская школа», занимающее по времени 18—21 недель. Для гренадеров — 25 недель. Обучение состоит из общевоинской подготовки, аналогичной российскому курсу молодого бойца до семи недель и до восьми недель тренировки по армейской специальности. Будущие командиры отделений, взводов и рот, унтер-офицерство, проходят специальные унтер-офицерские кадровые подготовительные курсы. Мобилизационный потенциал составляет 1 493 000 человек в возрасте от 16 до 49 лет.

## Структура

### 2016 год
Сухопутные войска (армия) состояли из:
- органов управления;
- Бригады (brigade) — ударная часть сил. Подразделялись на горнопехотные, танковые и пехотные;
- Учебные подразделения (Lehrverband) — обеспечивают подготовку призывников и кадровых военных;
- Территориальные регионы (Territorialregion) — осуществляют сотрудничество с гражданскими властями в кантонах.

Сухопутные войска (армия) имеют штаб со штабным батальоном, четыре учебных подразделения для пехоты, танковые части (включая артиллеристов), инженерно-сапёрных специалистов и тыловое обеспечение.
Бригады СВ (2016):
- 2-я пехотная бригада (Infanteriebrigade 2)
  - Штаб бригады (Brigadestab)
  - 2-й батальон тылового обеспечения (Führungsunterstützungsbataillon 2)
  - 2-й разведывательный батальон (Aufklärungsbataillon 2)
  - 1-й батальон карабинеров (фр. Bataillon de carabiniers 1)
  - 13-й пехотный батальон (Infanteriebataillon 13)
  - 19-й пехотный батальон (Infanteriebataillon 19)
  - 14-й батальон карабинеров (фр. Bataillon de carabiniers 14)
  - 54-й артиллерийский дивизион (Artillerieabteilung 54)
- 5-я пехотная бригада (Infanteriebrigade 5)
  - 5-й батальон тылового обеспечения (Führungsunterstützungsbataillon 5)
  - 4-й разведывательный батальон (Aufklärungsbataillon 4)
  - 5-й разведывательный батальон (Aufklärungsbataillon 5)
  - 11-й пехотный батальон (Infanteriebataillon 11)
  - 20-й пехотный батальон (Infanteriebataillon 20)
  - 56-й пехотный батальон (Infanteriebataillon 56)
  - 97-й пехотный батальон (Infanteriebataillon 97)
  - 10-й артиллерийский дивизион (Artillerieabteilung 10)
- 7-я пехотная бригада (Infanteriebrigade 7)
  - 7-й батальон тылового обеспечения (Führungsunterstützungsbataillon 7)
  - 7-й разведывательный батальон (Artillerieabteilung 7)
  - 9-й разведывательный батальон (Artillerieabteilung 9)
  - 12-й пехотный батальон (Infanteriebataillon 12)
  - 54-й пехотный батальон (Infanteriebataillon 54)
  - 60-й пехотный батальон (Infanteriebataillon 60)
  - 73-й пехотный батальон (Infanteriebataillon 73)
  - 72-й горнопехотный батальон (Gebirgsinfanteriebataillon 72)
  - 91-й горнопехотный батальон (Gebirgsinfanteriebataillon 91)
  - 8-й танковый батальон (Panzerbataillon 8)
  - 28-й танковый батальон (Panzerbataillon 28)
  - 47-й артиллерийский дивизион (Artillerieabteilung 47)
- 9-я горнопехотная бригада (Gebirgsinfanteriebrigade 9)
  - 9-й батальон тылового обеспечения (Führungsunterstützungsbataillon 9)
  - 7-й горнопехотный батальон (Gebirgsinfanteriebataillon 7)
  - 17-й горнопехотный батальон (Gebirgsinfanteriebataillon 17)
  - 29-й горнопехотный батальон (Gebirgsinfanteriebataillon 29)
  - 30-й горнопехотный батальон (Gebirgsinfanteriebataillon 30)
  - 48-й горнопехотный батальон (Gebirgsinfanteriebataillon 48)
  - 49-й артиллерийский дивизион (Artillerieabteilung 49)
- 10-я горнопехотная бригада (Gebirgsinfanteriebrigade 10)
  - 10-й батальон тылового обеспечения (Führungsunterstützungsbataillon 10)
  - 4-й батальон тылового обеспечения (Führungsunterstützungsbataillon 4)
  - 10-й разведывательный батальон (Aufklärungsbataillon 10)
  - 15-й танковый батальон (Panzerbataillon 15)
  - 20-й танковый батальон (Panzerbataillon 20)
  - 41-й артиллерийский дивизион (Artillerieabteilung 41)
  - 32-й артиллерийский дивизион (Artillerieabteilung 32)
  - 8-й горнопехотный батальон (Gebirgsinfanteriebataillon 8)
  - 10-й горнопехотный батальон (Gebirgsinfanteriebataillon 10)
  - 24-й пехотный батальон (Infanteriebataillon 24)
  - 36-й пехотный батальон (Infanteriebataillon 36)
  - 5-й стрелковый батальон (Schützenbataillon 5)
- 12-я горнопехотная бригада[7] (Gebirgsinfanteriebrigade 12)
  - 12-й батальон тылового обеспечения (Führungsunterstützungsbataillon 12)
  - 6-й горнострелковый батальон (Gebirgsschützenbataillon 6)
  - 77-й горнопехотный батальон (Gebirgsinfanteriebataillon 77)
  - 85-й горнопехотный батальон (Gebirgsinfanteriebataillon 85)
  - 65-й пехотный батальон (Infanteriebataillon 65)
  - 70-й пехотный батальон (Infanteriebataillon 70)
- 1-я танковая бригада (Panzerbrigade 1)
  - 1-й батальон тылового обеспечения (Führungsunterstützungsbataillon 1)
  - 1-й разведывательный батальон (Aufklärungsbataillon 1)
  - 12-й танковый батальон (Panzerbataillon 12)
  - 17-й танковый батальон (Panzerbataillon 17)
  - 18-й танковый батальон (Panzerbataillon 18)
  - 1-й артиллерийский дивизион (Artillerieabteilung 1)
  - 2-й инженерный батальон (Geniebataillon 2)
  - 16-й пехотный батальон (Infanteriebataillon 16)
- 11-я танковая бригада[8] (Panzerbrigade 11)
  - 11-й батальон тылового обеспечения (Führungsunterstützungsbataillon 11)
  - 11-й разведывательный батальон (Aufklärungsbataillon 11)
  - 61-й пехотный батальон (Infanteriebataillon 61)
  - 13-й танковый батальон (Panzerbataillon 13)
  - 14-й танковый батальон (Panzerbataillon 14)
  - 29-й танковый батальон (Panzerbataillon 29)
  - 16-й артиллерийский батальон (Artillerieabteilung 16)
  - 11-й танко-сапёрный батальон (Panzersappeurbataillon 11)

### 2018 год
Сухопутные войска (армия) Швейцарии с 2018 года состоят из органов управления, трёх механизированных бригад. Части тылового и боевого обеспечения выведены из СВ, подчиняются напрямую руководству Вооружённых сил. Личный состав комплектуется из призывников и контрактников. Из призывников формируются, в основном, механизированные бригады.
Бригады СВ (2018):
- 1-я механизированная бригада (Mechanisierte Brigade 1)[10]
  - управление (Stabsbataillon 1)
  - 12-й танковый батальон (Panzerbataillon 12)
  - 17-й механизированный батальон (Mechanisiertes Bataillon 17)
  - 18-й механизированный батальон (Mechanisiertes Bataillon 18)
  - 1-й разведывательный батальон (Aufklärungsbataillon 1)
  - 1-й артиллерийский дивизион (Artillerieabteilung 1)
  - 1-й инженерно-сапёрный батальон (Panzersappeurbataillon 1)
- 4-я механизированная бригада (Mechanisierte Brigade 4)[11]
  - управление (Stabsbataillon 4)
  - 4-й разведывательный батальон (Aufklärungsbataillon 4)
  - 5-й разведывательный батальон (Aufklärungsbataillon 5)
  - 10-й артиллерийский дивизион (Artillerieabteilung 10)
  - 49-й артиллерийский дивизион (Artillerieabteilung 49)
  - 26-й понтонно-мостовой батальон (Pontonierbataillon 26)
- 11-я механизированная бригада[нем.] (Mechanisierte Brigade 11)[12]
  - управление (Stabsbataillon 11)
  - 13-й танковый батальон (Panzerbataillon 13)
  - 14-й механизированный батальон (Mechanisiertes Bataillon 14)
  - 29-й механизированный батальон (Mechanisiertes Bataillon 29)
  - 11-й разведывательный батальон (Aufklärungsbataillon 11)
  - 16-й артиллерийский дивизион (Artillerieabteilung 16)
  - 11-й инженерно-сапёрный батальон (Panzersappeurbataillon 11)

## Вооружение и военная техника
| Тип                                | Изображение  | Производство        | Назначение                                               | Количество   | Примечания                         |
| Бронетехника                       | Бронетехника | Бронетехника        | Бронетехника                                             | Бронетехника | Бронетехника                       |
| ---------------------------------- | ------------ | ------------------- | -------------------------------------------------------- | ------------ | ---------------------------------- |
| Pz-87                              |              | Германия/ Швейцария | Основной боевой танк                                     | 134          | Также имеется 96 списанных танков. |
| MOWAG Eagle II                     |              | Швейцария           | Боевая разведывательная машина                           | 443          |                                    |
| CV9030CV9030 CP                    |              | Швеция              | Боевая машина пехоты                                     | 15432        |                                    |
| M113A2                             |              | США                 | Бронетранспортёр                                         | 238          |                                    |
| Piranha II                         |              | Швейцария           | Бронетранспортёр                                         | 346          |                                    |
| Piranha I/II/IIIC CP               |              | Швейцария           | Бронетранспортёр                                         | 330          |                                    |
| M109                               |              | США                 | Самоходная артиллерийская установка                      | 133          |                                    |
| 8,1 cm Minenwerfer 1933/72 (Mw-72) |              | Швейцария           | 81-мм миномёт                                            | 275          |                                    |
| Piranha I TOW-2                    |              | Швейцария           | Самоходный противотанковый ракетный комплекс             | 110          |                                    |
| FIM-92A Stinger                    |              | США                 | Переносной зенитный ракетный комплекс                    | н/д          |                                    |
| Büffel                             |              | Германия            | Бронированная ремонтно-эвакуационная машина              | 25           |                                    |
| Kodiak                             |              | Германия            | Инженерный танк                                          | 12           |                                    |
| Area Clearing System               |              |                     | Система разминирования                                   | 26           |                                    |
| Panzerschnellbrücke Leguan         |              | Германия            | Танковый мостоукладчик                                   | н/д          |                                    |
| Schwimmbrücke 95                   |              | Франция             | Понтонный мост                                           | н/д          |                                    |
| Piranha IIIC CBRN                  |              | Швейцария           | Машина радиационной, химической и биологической разведки | 12           |                                    |